# トログリタゾン
トログリタゾン（Troglitazone）は、かつて市販されていたチアゾリジン系の経口血糖降下薬かつ抗炎症薬である。第一三共が開発し、日本では1995年9月に承認された。米国ではParke-Davis社が開発し、1997年1月に承認され:73、ワーナー・ランバート社（現：ファイザー）が販売したが、薬物特異体質反応による薬剤性肝障害が発現した。商品名ノスカール、Rezulin、Romozin、米国FDA内には承認審査時に肝障害を危惧する意見もあったが、最終的には承認された。
肝障害の顕在化により、トログリタゾンは英国市場から1997年12月に、米国市場から2000年3月に、日本市場からその後直ちに撤退した。欧州の他の国では承認されなかった。

## 作用機序
トログリタゾン等のチアゾリジン系抗糖尿病薬は、PPARを活性化させる。PPARαとPPARγの両方に作用するが、PPARγへの作用の方が強い。
さらに、トログリタゾンはαトコフェロールの構造を半分有しているので、ビタミンE様作用を併せ持ち、消炎作用があり、NF-κBを減少させ、同時にその阻害因子であるIκBを増加させる。NF-κBは炎症反応で重要な転写因子である。

## 承認から撤退まで
トログリタゾンはインスリン感受性を改善する最初の薬剤として開発された。当初は、インスリンや当時の他の経口糖尿病薬の様に低血糖を起こすことなく、2型糖尿病の代謝の問題を解決できる薬として位置付けられていた。そしてさらに、インスリン抵抗性を減らすことで潜在的な糖尿病関連心血管イベントを大きく減少させると信じられていた。しかし下表の様に重篤な肝障害が多発し、2000年に日米英の市場から撤退した。
| 日付    | 日本（第一三共）                                           | 米国（ワーナー・ランバート）                         | 英国（グラクソ・ウェルカム）                         |
| ------- | ---------------------------------------------------------- | ---------------------------------------------------- | ---------------------------------------------------- |
| 1993/08 | 承認申請                                                   |                                                      |                                                      |
| 1995/09 | 厚生省が承認                                               |                                                      |                                                      |
| 1996/07 |                                                            | 承認申請                                             |                                                      |
| 1997/01 |                                                            | FDAが承認                                            |                                                      |
| 1997/03 | 販売開始                                                   | 販売開始                                             |                                                      |
| 1997/07 |                                                            |                                                      | MCAが承認                                            |
| 1997/10 |                                                            | ドクターレター発出 添付文書に警告欄設置              | 販売開始                                             |
| 1997/11 | 厚生省が安全対策指示 重大な副作用記載                      |                                                      |                                                      |
| 1997/12 | 緊急安全性情報発出 添付文書に警告欄設置 その後肝炎発現無し | 添付文書に黒枠警告（black box warning）指示          | 自主的に販売中止                                     |
| 1998/05 |                                                            | 臨床試験中の患者が死亡                               |                                                      |
| 1998/07 |                                                            | 添付文書改訂                                         | 肝機能検査の定期化など使用上の注意を厳しくして再申請 |
| 1999/03 |                                                            | 聴聞会で反対意見があったが、承認継続を多数意見で決定 | MCA（イギリス医薬品庁）は申請を却下                  |
| 1999/06 |                                                            | 添付文書改訂                                         |                                                      |
| 2000/03 | 米国での回収決定の翌日に自主回収                           | FDA勧告により自主回収                                |                                                      |

日本での死者は4名（約5万人に1人）、米国での死者は63名（約1万人に1人）であった。肝炎の原因は、反応性代謝物の共有結合が原因であった:37が、これは通常グルタチオン抱合により速やかに体内から除かれる。反応性代謝物を処理できず肝障害が発生する原因として、グルタチオン-S-転移酵素（GST）の遺伝的欠損が原因の一つであると考えられた。